# Jan Mombaer
Jan Mombaer (en latin Johannes Mauburnus ou Johannes de Bruxellis; en français Jean Mauburne ou Jean Monboir), né à Bruxelles vers 1460, et décédé à Paris, le 29 décembre 1501, est un chanoine régulier de la congrégation de Windesheim. Outre son activité de réformateur en France, il s'est consacré à la rédaction d'hymnes liturgiques et de traités méthodiques pour la méditation. Son œuvre  aurait influencé indirectement saint Ignace de Loyola.  

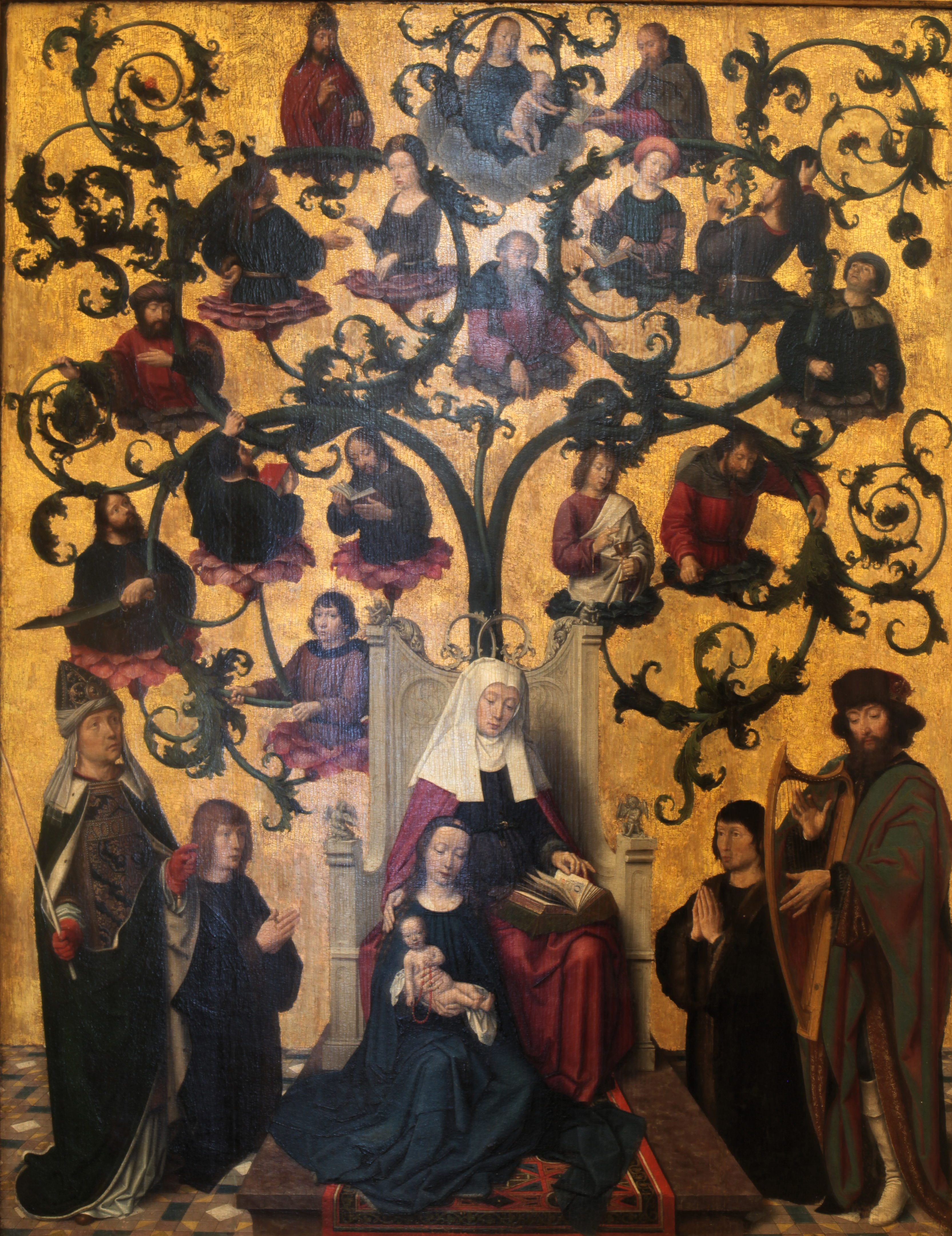
Individualisation et classification dans la spiritualité du XVe siècle

## Biographie

### Les années de formation
Jan Mombaer est né à Bruxelles, aux environs de 1460. Après avoir étudié la grammaire et la musique à Utrecht, il entre, vers 1477, au Mont-Sainte-Agnès, près de Zwolle chez les chanoines réguliers de Saint-Augustin de la congrégation de Windesheim, promoteurs de la Devotio moderna. Il est d'abord envoyé à Bronope, près de Kampen, où il assure la direction spirituelle de chanoinesses de Windesheim. Il devient ensuite visiteur des bibliothèques de la congrégation dans les Pays-Bas et le Pays de Trêves; puis sous-prieur et procureur du monastère de Gnadenthal (Clèves). Dès cette époque, il révèle des talents de compilateur spirituel. Grand liseur, il retranscrit des Écritures saintes de courtes citations ou sentences, susceptibles de servir de base à la méditation; il leur adjoint ensuite des commentaires censés nourrir la réflexion et surtout la ferveur; il les organise enfin selon différentes structures, par exemple en fonction des jours de la semaine. Soucieux d'instruire les laïcs dans la piété, les adeptes de la Devotio moderna se méfient de l'imagination et des spéculations intellectuelles, mais tout ce qui présente, au contraire, un caractère méthodique et pratique, les attire. C'est pourquoi l'invention de Mombaer est rapidement recopiée par les jeunes religieux, et imprimée vers 1494, sous le titre de Rosetum exercitiorum spiritualium et sacrarum meditationum (Rosier d'exercices spirituels et de méditations sacrées). Autre invention relevant des arts médiévaux de la mémoire, tout autant que d'une passion de classifier : le chiropsalterium, qui consiste à assigner à chaque région des deux mains un sujet de réflexion religieuse. Il n'est pas sans intérêt de souligner qu'Erasme, alors jeune chanoine de la congrégation, a entretenu, à partir de 1497, une correspondance avec Mombaer, dans laquelle il loue (sincèrement, semble-t-il) l'attachement de celui-ci aux belles-lettres et son œuvre de réformation des monastères français.

### Les années de réformation
En 1496, s'ouvre pour Mombaer un plus large champ d'activité. La France, à cette époque, se relève de la guerre de Cent Ans; l'heure est à la restauration et aux réformes : Jean de Bourbon réforme l'abbaye de Cluny et Pierre Dumas celle de Chézal-Benoît; quant au Malinois Jean Standonck, il bénéficie des faveurs de Charles VIII depuis qu'il a restauré le collège universitaire parisien de Montaigu, dans l'esprit de la Devotio moderna. C'est lui qui va faire appel aux chanoines de Windesheim, lorsque l'abbé de Saint-Séverin, Jacques d'Aubusson la Feuillade, le sollicite à propos de son abbaye de Château-Landon, près de Sens Six religieux sont alors envoyés, à la tête desquels se trouve Jean Mombaer. Arrivés sur place, ils rencontrent l'hostilité, souvent violente, des moines, et cela en dépit de l'appui du roi et de l'archevêque de Sens. Il faut attendre la deuxième moitié de l'an 1498 pour obtenir la charte de la réforme du monastère. Entre-temps, un nouveau projet de réforme a été établi. L'objectif est, cette fois, à Paris, la prestigieuse abbaye de Saint-Victor, berceau historique de l'ordre canonial. Mais la réussite n'est pas au rendez-vous, les chanoines de Saint-Victor n'étant pas désireux d'être réformés par des étrangers, et ceux-ci doivent quitter l'abbaye en août 1498. Ils sont alors approchés par Charles de Hautbois, abbé commendataire de Livry-en-l'Aulnois, dont le monastère est en ruine. Il leur fait part du dessein de Nicolas de Hacqueville, chanoine de Notre-Dame, membre du Parlement de Paris et président de la Chambre des requêtes, de relever cette ancienne abbaye royale et d'en faire le centre d'une congrégation française de communautés réformées. Par ailleurs, Jean Salembien, abbé de Saint-Calixte, à Cysoing, près de Lille, après avoir demandé l'incorporation de son abbaye à Windescheim, accepte que les chanoines des Pays-Bas réforment son institution. Saint-Séverin, Notre-Dame de Livry, Saint-Calixte, à quoi il faut ajouter Saint-Sauveur de Melun, tel est le bilan à la mort de Mombaer, le 29 décembre 1501. L'insalubrité des couvents, l'austérité du régime canonial et la fatigue causées par les missions, ont eu raison de sa santé délicate. Il était devenu abbé de Livry après avoir été prieur de Château-Landon. Sous son successeur, Martin des Champs, son œuvre prendra le nom de Congrégation de la nouvelle réforme du royaume de France, puis celui de Congrégation de Saint-Victor, une fois réformée la célèbre abbaye.

## Spiritualité

### Une réforme avant l'heure

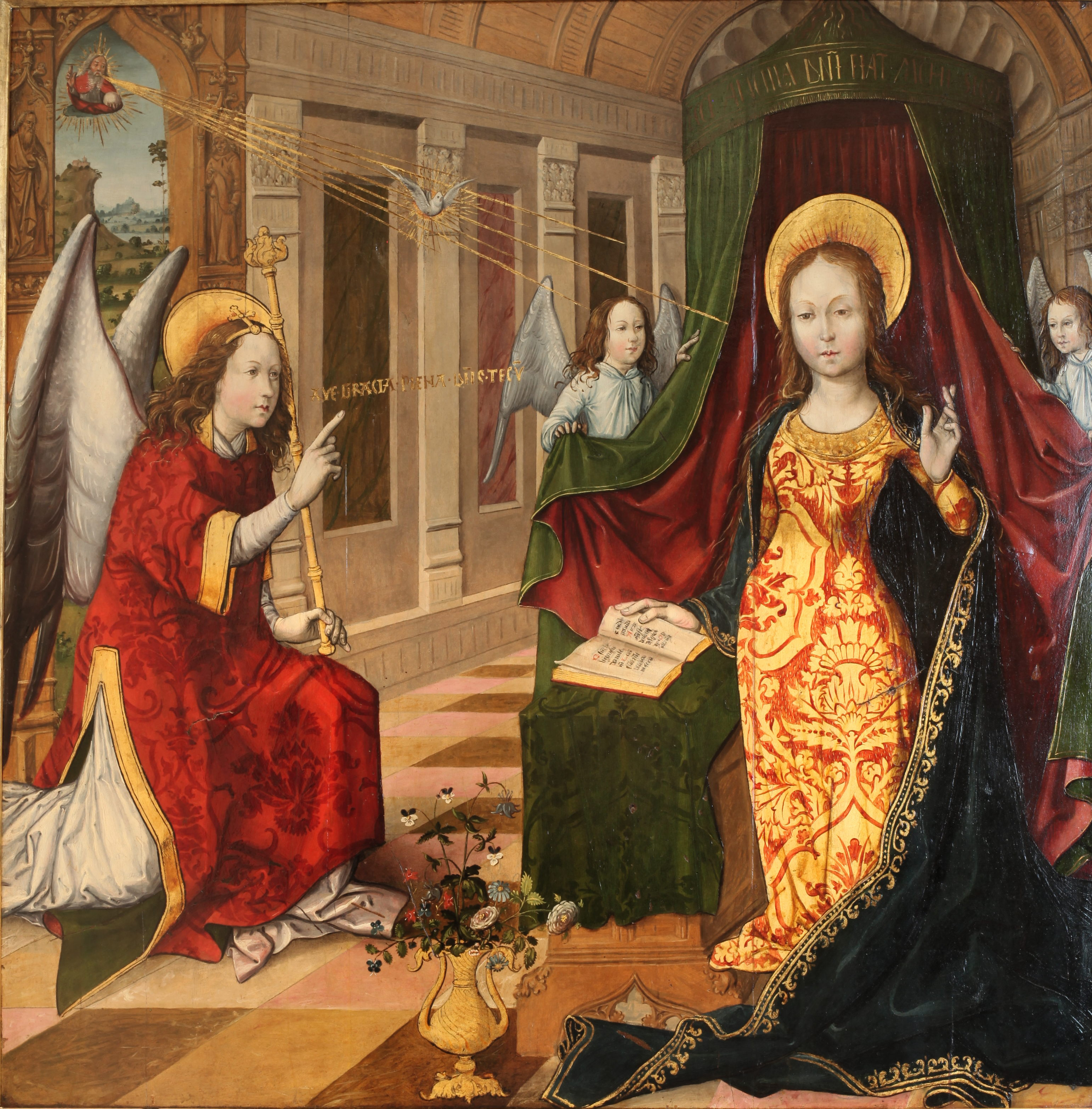
Noblesse, méditation et visite angélique : la Devotio moderna en France

Au XVe siècle, après le Grand Schisme, qui a vu parfois jusqu'à trois pontificats simultanés, l'Église d'Occident éprouve un intense désir de réforme. Les premières initiatives viendront des couvents, où les religieux les plus zélés entendent donner l'exemple d'un retour à la règle dans toute sa rigueur. C'est dans ce courant, vaste et diversifié, que s'inscrit l'action de Jean Mombaer, en parfaite cohérence avec le projet de simplicité religieuse et de d'accompagnement spirituel des laïcs, porté par sa congrégation, une institution d'ailleurs suffisamment récente pour n'avoir rien perdu de sa ferveur. L'esprit de Windesheim se veut résolument "moderne" et pratique. Le quotidien d'un chanoine régulier (l'épithète prend ici toute sa force) se distribue méthodiquement entre l'étude et le travail manuel (copie et reliure de livres), le chant choral et l'oraison mentale. À cet effet, Mombaer veille avec soin à la formation des jeunes clercs et compose pour eux des traités spirituels à visée didactique, et des recueils hymniques qui font de lui l'un des derniers rimeurs latins du Moyen Âge. Fondamentalement, il structure la méditation personnelle comme il organise la réforme des monastères. « Silence, solitude et visite canonique » sont les maîtres-mots de ce nouvel idéal, dont les Primitifs flamands ont transcrit, dans leurs Annonciations, la quiétude et le recueillement, le goût pour l'introspection. Avec les réformes de Jean de Bruxelles s'introduit ainsi en France un peu de cette vie dévote, accessible aux laïcs, qui inspirera François de Sales.

### Vie et destin duRosetum
L'œuvre la plus connue de Mombaer, le Rosetum, se présente comme un énorme recueil de traités, dont chacun forme un directoire pratique pour ordonner ou rectifier tous les aspects de la vie extérieure et intérieure des chanoines. La première série de traités est structurée en fonction des voies purgative, illuminative et unitive (respectivement symbolisées par des roses blanches, rouge et « flamboyante »), tandis que la seconde présente, entre autres, des échelles (scalae), c'est-à-dire des méthodes spécialisées pour méditer sur tel ou tel sujet sacré. Ce type d'ouvrage ferme, avec le caractère imposant d'une Somme ascétique, l'ère de la Devotio moderna, pour ouvrir celle des méthodes d'oraison, qui vont se multiplier au Siècle d'Or espagnol, puis dans l'école française de spiritualité. Le Rosetum offre la preuve tangible de ce phénomène, puisqu'il a servi de modèle à l'Ejercitatorio de la vida espiritual, un manuel composé par dom Garcia de Cisneros (1455-1510), abbé de Montserrat, et remis par celui-ci à Ignace de Loyola, lorsque le saint s'est arrêté au célèbre monastère marial, avant de se retirer dans la solitude de Manrèse. Ce Rosetum adapté et (plus encore) l'Imitation de Jésus-Christ ont donc soutenu le futur fondateur des jésuites durant toute cette période de mortification et d'introspection, qui devait être le fondement spirituel de ses activités apostoliques. Ces deux chefs-d'œuvre de la Devotio moderna ont ainsi inspiré les fameux Exercices spirituels, méthode dans laquelle le saint condensera, à l'usage de retraitants, son expérience personnelle.

### Devotio Modernaet nominalisme
L'œuvre de Mombaer fait office de charnière entre deux époques de l'histoire de la spiritualité, parce qu'elle s'inscrit dans une crise de la mystique, dont témoignent également, au XVe siècle, les pensées respectives d'Harphius et de Jean Gerson. Pour ce dernier, désormais, la sapience s'oppose à la science, comme la recherche du bien à celle du vrai. De même, Mombaer attend de son lecteur une piété affective (affectionis pietatem)et non de la curiosité (curiositas) : le méditant ne doit pas tant se soucier de l'étude (non tam studiosum) que de la componction (quam compunctum), rechercher l'affect (affectum) plutôt que le sens (sensum). Ce pragmatisme traduit un réel scepticisme à l'égard de toute spéculation intellectuelle ou spirituelle, et ce scepticisme provient de la philosophie nominaliste qui, en niant l'existence des universaux, remet radicalement en question, dès le XIVe siècle, et la théologie scolastique, parce qu'elle est basée sur une approche métaphysique de la foi, et la théologie mystique, parce qu'elle suppose certaines analogies entre les créatures et le Créateur. Aussi la Devotio moderna propose-t-elle une forme d'oraison dans laquelle l'individu est seul face à Dieu, sur fond d'opposition augustinienne entre la nature et la grâce. À la contemplation traditionnelle, on préfère désormais la dévotion, un terme qui connote la ferveur, l'obéissance et l'engagement, soit des résultats concrets; mais là aussi, tout est affaire de discernement, comme l'enseignent les Exercices de saint Ignace.